# Polia nigerrima
Polia nigerrima är en fjärilsart som beskrevs av W. Warren 1888. Polia nigerrima ingår i släktet Polia och familjen nattflyn. Inga underarter finns listade i Catalogue of Life.